# Modole
Der Modole ist ein Berg an der Grenze zwischen dem Bundesstaat Eastern Equatoria (Ostäquatoria) im Südsudan und dem Distrikt Lamwo in Uganda, der im Imatong-Gebirge liegt und 3.020 Meter hoch ist.